# Matjaševci
Matjaševci (mađarski: Szentmátyás) je naselje u slovenskoj Općini Kuzma. Matjaševci se nalaze u pokrajini Prekmurju i statističkoj regiji Pomurju. 

## Stanovništvo
Prema popisu stanovništva iz 2002. godine naselje je imalo 203 stanovnika.